# The killing of a sacred deer
The killing of a sacred deer ("dödandet av en helig hjort") är en engelskspråkig dramafilm från 2017 i regi av Giorgos Lanthimos, med Colin Farrell, Nicole Kidman och Barry Keoghan i huvudrollerna. Den handlar om en kirurg vars till synes perfekta liv tar en vändning när han tar en främmande tonårspojke under sina vingar. Filmen är en irländsk-brittisk-amerikansk samproduktion. Den vann manuspriset vid filmfestivalen i Cannes 2017.

## Medverkande
- Colin Farrell som Steven Murphy
- Nicole Kidman som Anna Murphy
- Barry Keoghan som Martin
- Raffey Cassidy som Kim Murphy
- Sunny Suljic som Bob Murphy
- Bill Camp som Matthew
- Alicia Silverstone som Martins mor

## Tillkomst
Filmen samproducerades av bolag i Irland, Storbritannien och Förenta staterna. Den spelades in i Cincinnati med scener på Christ Hospital.

## Visningar

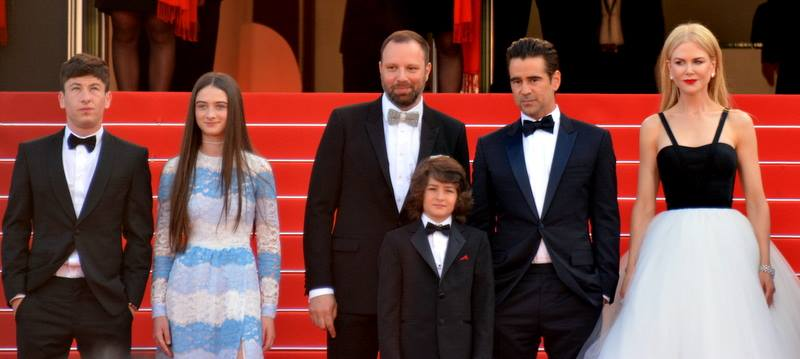
Skådespelare och regissör vid premiären i Cannes

Världspremiären ägde rum den 22 maj 2017 i huvudtävlan vid 70:e filmfestivalen i Cannes, där filmen vann priset för bästa manus. Den gick upp på amerikanska biografer den 3 november 2017. Den hade Sverigepremiär den 10 november 2017.